# Linn Torp
Linn Torp (nascida em 22 de abril de 1977) é uma ciclista norueguesa que, em 2006 e 2009, venceu o Campeonato da Noruega de Ciclismo em Estrada.
Competiu nos Jogos Olímpicos de Verão de 2004 em Atenas, e no Campeonato Mundial de Ciclismo em Estrada, no ano de 2006.